# Philippe Morat
Pour les articles homonymes, voir Morat (homonymie).
Philippe Morat (né le 19 janvier 1937 à Saïgon) est un chercheur essentiellement de terrain en botanique tropicale. Il est membre correspondant de l'Académie des sciences.

## Biographie
Ingénieur agronome de l’École nationale supérieure agronomique de Toulouse, il est admis à l’Institut de recherche pour le développement en 1960 dans la section de botanique tropicale où il restera jusqu’en 1986, successivement chargé, maître puis directeur de recherches au cours de ses affectations à Madagascar (12 ans) et Nouvelle-Calédonie (9 ans).
Après un doctorat d'État soutenu à l’Université Paris-Sud en 1972, sur l’origine des savanes du sud-ouest de Madagascar il s’oriente vers la taxonomie et la phytogéographie.  Nommé Professeur au Muséum national d’Histoire naturelle et Directeur du laboratoire de Phanérogamie en 1986,  il est aussi responsable de l’Herbier national. Correspondant de l’Académie des Sciences en 1999, section de Biologie intégrative. Retraité en 2006.

## Apports scientifiques
Mise en évidence de l’origine anthropique de la majorité des savanes de Madagascar. Synthèse bioclimatique de la Grande Ile. Inventaires et études taxonomiques de la biodiversité végétale tropicale des îles de l’océan indien (Madagascar, Mascareignes, Aldabra, Farquhar) et du Pacifique Sud (Nouvelle-Calédonie, Vanuatu, Polynésie française, Wallis et Futuna). Mise au point d’une méthodologie innovante pour l’étude de la structure et du dynamisme de leur végétation. Mise en évidence de leurs affinités floristiques et de la mise en place de leur végétation et flore en relation avec leur histoire géologique. Élaboration d’un SIG et d’un référentiel taxonomique évolutif sous forme d’une Base de données très utilisée à ce jour. Carte de la végétation de la Nouvelle-Calédonie.

## Fonctions exercées
- Administrateur du Muséum du Parc national de la Guadeloupe
- Conseiller scientifique du Muséum des TAAF (Terres australes et Antarctiques Françaises), de la DIRCEN (Direction des centres d'expérimentations nucléaires), du Conservatoire et Jardins botaniques de Nancy
- Vice-Président  du Council of International Organisation for Plant Information (IOPI)
- Membre du Steering Committee du Species Plantarum Programme : Flora of the world
- Honorary Trustee du Missouri Botanical Garden
- Rédacteur adjoint des Comptes Rendus « Biologies » de l’Académie des sciences
- Directeur des Flores :
  - de la Nouvelle-Calédonie
  - de Madagascar et des Comores
  - du Gabon
  - du Cambodge, Laos et Vietnam

## Publications
- P. Morat et J.-M. Veillon. Contribution à la connaissance de la flore et de la végétation de Wallis, Futuna et Alofi, Bull. Mus. natn. Hist. nat Paris 1985, 4e sér.,7,sect.B. Adansonia, 259-330
- (en) P. Morat. Our knowledge of the flora of New Caledonia : endemism and diversity in relation to vegetation types and substrates. In the Terrestrial biota of New Caledonia. Biodiversity Letters London 1,1985 (3-4)72-81.
- (en) P. Morat et P.P. Lowry II. Floristic richness in the Africa-Madagascar Region : a brief history and prospective, Adansonia 1997, sér. 3, 19(1), 101-115.

## Ouvrages
- P. Morat. Les savanes du Sud-Ouest de Madagascar. Mémoires ORSTOM 1973-n° 68, 235 p.
- P. Morat, J. Koechlin et J.-L. Guillaumet, Flore et Végétation de Madagascar, Flora et Vegetatio Mundi. R. Tüxen. Ed. Cramer.1975, 687 p.
- P. Morat, G. Aymonin et J.-C. Jolinon, L’Herbier du Monde. Cinq siècles d’aventures et de passions botaniques au Muséum national d’histoire naturelle, Editions du Muséum / Les Arènes/ L’Iconoclaste, 2004, 240 p.